# USS Cleveland (CL-55)
USS Cleveland (CL-55) là một tàu tuần dương hạng nhẹ của Hải quân Hoa Kỳ, là chiếc dẫn đầu của lớp Cleveland bao gồm 26 chiếc được hoàn tất trong hoặc ngay sau Chiến tranh Thế giới thứ hai. Nó là chiếc tàu thứ hai của Hải quân Mỹ được đặt cái tên này, theo tên thành phố Cleveland thuộc tiểu bang Ohio. Cleveland đã phục vụ rộng rãi trong chiến tranh tại các mặt trận Địa Trung Hải và Thái Bình Dương; và giống như hầu hết các tàu chị em cùng lớp, nó được cho xuất biên chế không lâu sau khi chiến tranh kết thúc và bị tháo dỡ vào đầu những năm 1960. Cleveland được tặng thưởng danh hiệu Đơn vị Tuyên dương Hải quân cùng 13 Ngôi sao Chiến trận do thành tích phục vụ trong Thế Chiến II.

## Thiết kế và chế tạo

### Thiết kế
Lớp Cleveland được thiết kế nhằm mục đích gia tăng tầm xa hoạt động, tăng cường hỏa lực phòng không và sự bảo vệ chống ngư lôi so với các tàu tuần dương Hoa Kỳ trước đây. Cho dù kém hơn ba nòng pháo 6-inch so với những chiếc lớp Brooklyn dẫn trước, hệ thống kiểm soát hỏa lực mới và tiên tiến hơn giúp cho lớp Cleveland có được ưu thế về hỏa lực trong chiến đấu thực tế. Tuy nhiên việc tăng cường thêm dàn hỏa lực phòng không hạng nhẹ cho đến cuối Thế Chiến II khiến các con tàu bị nặng đầu đáng kể.

### Chế tạo
Cleveland được đặt lườn dưới số hiệu 423 vào ngày 1 tháng 7 năm 1940 tại xưởng tàu của hãng New York Shipbuilding Corporation tại Camden, New Jersey; nó được hạ thủy vào ngày 1 tháng 11 năm 1941 và được đỡ đầu bởi bà Selma Florence Smith Burtot, phu nhân ngài Harold H. Burton, nguyên Thượng nghị sĩ tiểu bang Ohio. Con tàu được cho nhập biên chế vào ngày 15 tháng 6 năm 1942 dưới quyền chỉ huy của hạm trưởng Đại tá Hải quân Edmund W. Burrough.

## Lịch sử hoạt động
Rời vịnh Chesapeake thuộc Norfolk vào ngày 10 tháng 10 năm 1942, Cleveland gia nhập một lực lượng đặc nhiệm ngoài khơi Bermuda vào ngày 29 tháng 10 để hướng sang Bắc Phi, là lớp tàu mới đầu tiên tham gia Thế Chiến II. Hỏa lực của nó đã hỗ trợ cho cuộc đổ bộ lên Fedhala tại Morocco thuộc Pháp vào ngày 8 tháng 11, rồi nó tiếp tục tuần tra cho đến ngày 12 tháng 11 trước khi quay trở về Norfolk vào ngày 24 tháng 11.
Cleveland lên đường đi Thái Bình Dương vào ngày 5 tháng 12 năm 1942, đi đến đảo Efate vào ngày 16 tháng 1 năm 1943. Nhiệm vụ đầu tiên của nó để củng cố khu vực quần đảo Solomon là cùng với Lực lượng Đặc nhiệm 18 bảo vệ một đoàn tàu vận tải chuyển quân đến Guadalcanal từ ngày 27 đến ngày 31 tháng 1. Nó đã nổ súng vào đối phương khi chịu đựng một đợt không kích nặng nề trong Trận chiến quần đảo Rennell trong các ngày 29-30 tháng 1. Gia nhập Lực lượng Đặc nhiệm 68, Cleveland di chuyển ngược lên "Cái Khe" vào ngày 6 tháng 3 năm 1943 để bắn phá các sân bay Nhật Bản tại Vila thuộc Kolombangara, rồi tham gia trận đánh đêm vốn đã đánh chìm các tàu khu trục Nhật Bản Minegumo và Murasame trong Trận chiến eo biển Blackett.
Quyền chỉ huy của chiếc tàu tuần dương được bàn giao lại cho Đại tá Andrew G. Shepard vào tháng 6. Vẫn nằm trong thành phần Lực lượng Đặc nhiệm 68, Cleveland đã thực hiện bắn phá xuống quần đảo Shortland vào ngày 30 tháng 6 rồi bắn pháo hỗ trợ cho cuộc đổ bộ chiếm đóng Munda, New Georgia vào ngày 12 tháng 7. Sau một đợt sửa chữa ngắn tại Sydney, Australia, Cleveland lên đường cho một đợt bắn phá chuẩn bị xuống quần đảo Treasury vào các ngày 26 –27 tháng 10. Lực lượng đặc nhiệm của nó lên đường bắn phá đảo Buka và Bonis vào ngày 1 tháng 11 để hỗ trợ cho lực lượng đổ bộ lên Bougainville, quay xuống phía Nam cùng ngày hôm đó để vô hiệu hóa các căn cứ tại Shortland, và nội trong đêm đó đã đánh chặn một lực lượng tàu nổi Nhật Bản trong Trận chiến vịnh Nữ hoàng Augusta, vốn đã đem lại cho nó danh hiệu Đơn vị Tuyên dương Hải quân.
Cleveland đã nả pháo dưới sự dẫn hướng bằng radar xuống bốn tàu tuần dương Nhật Bản trong vòng hơn một giờ, trợ giúp vào việc đánh chìm chiếc Sendai và truy đuổi những chiếc khác bỏ chạy cho đến bình minh. Một cuộc không kích được tiếp nối, vốn bủa vây nhiều quả bom chung quanh Cleveland, và nó đáp trả khi bắn rơi nhiều máy bay đối phương. Nó quay trở về Buka cho một đợt bắn phá khác vào ngày 23 tháng 12, rồi tuần tra trong khu vực giữa Truk và đảo Green, Papua New Guinea từ ngày 13 đến ngày 18 tháng 2 năm 1944 trong khi lực lượng Hoa Kỳ chiếm đóng Green.
Sau khi hỗ trợ cho việc đổ bộ Emirau từ ngày 17 đến ngày 23 tháng 3, Cleveland lên đường đi đến Sydney, Australia để tiếp liệu và sửa chữa, rồi quay lại khu vực Solomon vào ngày 21 tháng 4 chuẩn bị cho việc tấn công quần đảo Mariana. Một cuộc bắn pháo thực hành vào ngày 20 tháng 5 bất ngờ bị bắn trả, nhưng không gây hư hại gì, và nó nhanh chóng làm im tiếng các khẩu đội pháo bờ biển đối phương.
Từ ngày 8 tháng 6 đến ngày 12 tháng 8, Cleveland tham gia Chiến dịch quần đảo Mariana. Vào ngày 24 tháng 7, trong cuộc tấn công chiếm đóng Tinian, Cleveland đã đến để trợ giúp cho tàu khu trục Norman Scott, vốn đã bị bắn trúng sáu lần trong vòng vài giây bởi các khẩu đội phòng thủ duyên hải đối phương. Chiếc tàu tuần dương đã cơ động vào vị trí giữa Norman Scott và bờ biển, giúp ngăn cho nó khỏi tiếp tục trúng đạn. Cleveland tiến hành bắn pháo áp chế, rồi sau đó bắn pháo hỗ trợ cho lực lượng trên bờ cho đến khi nó gia nhập Lực lượng Đặc nhiệm 58 trong Trận chiến biển Philippine vào ngày 19–20 tháng 6. Mặc dù chỉ có ít máy bay đối phương xuyên qua được hàng rào tuần tra chiến đấu trên không của các máy bay từ tàu sân bay Mỹ, Cleveland cũng ghi được chiến công bắn rơi ít nhất một máy bay đối phương và hỗ trợ cho việc bắn rơi vài chiếc khác.
Từ ngày 12 đến ngày 29 tháng 9, Cleveland tham gia cuộc tấn công chiếm đóng Palaus, rồi sau đó khởi hành từ quần đảo Manus vào ngày 5 tháng 10 quay trở về vùng bờ Tây Hoa Kỳ cho một đợt đại tu. Nó đi đến vịnh Subic vào ngày 9 tháng 2 năm 1945, và lên đường bắn phá Corregidor vào ngày 13–14 tháng 2, vô hiệu hóa tiền đồn tại đây trước khi cuộc đổ bộ diễn ra. Tiếp tục hỗ trợ cuộc bình định Philippines, nó hỗ trợ cho các cuộc đổ bộ lên Puerto Princesa, Visayas, Panay và khu vực Malabang-Parang trên đảo Mindanao.
Cleveland khởi hành từ vịnh Subic vào ngày 7 tháng 6 để hoạt động trong thành phần hỗ trợ và bắn pháo bảo vệ cuộc đổ bộ lên vịnh Brunei, Borneo vào ngày 10 tháng 6. Nó quay trở lại vịnh Subic vào ngày 15 tháng 6, rồi đi đến Manila đón Thống tướng Douglas MacArthur cùng ban tham mưu của ông như những quan sát viên trong cuộc tấn công Balikpapan. Đến nơi vào ngày 30 tháng 6, nó tiến hành bắn pháo chuẩn bị vào sáng hôm sau, và sau khi tướng MacArthur tiến hành một cuộc thị sát khu vực đổ bộ, nó lên đường quay trở lại Manila, đến nơi vào ngày 3 tháng 7.
Cùng với một lực lượng đặc nhiệm tàu tuần dương mới, Cleveland lên đường vào ngày 13 tháng 7 hướng đến Okinawa, đến nơi vào ngày 16 tháng 7. Từ căn cứ này, lực lượng thực hiện một loạt các cuộc càn quét tàu bè Nhật Bản cho đến ngày 7 tháng 8 nhằm đảm bảo quyền kiểm soát của Đồng Minh tại biển Đông Trung Hoa. Cleveland khởi hành từ Okinawa vào ngày 9 tháng 9 hỗ trợ cho việc chiếm đóng Nhật Bản khi trợ giúp vào việc di tản các tù binh chiến tranh Đồng Minh khỏi Wakayama, rồi phục vụ trong thành phần lực lượng hải quân chiếm đóng cho đến khi Tập đoàn quân 6 đổ bộ lên Honshū.
Sau khi ở lại một thời gian ngắn trong vịnh Tokyo từ ngày 28 tháng 10 đến ngày 1 tháng 11, Cleveland lên đường đi Trân Châu Cảng, rồi tiếp tục đi qua San Diego, kênh đào Panama để đến Boston vào ngày 5 tháng 12 cho một đợt đại tu. Nó hoạt động ngoài khơi Newport trong nhiều đợt thực tập huấn luyện, bao gồm một chuyến đi huấn luyện Hải quân Trừ bị đến Bermuda vào tháng 4 năm 1946 và Halifax, Nova Scotia cùng Quebec vào tháng 6 năm 1946, trước khi đi đến Philadelphia để chuẩn bị xuất biên chế. Cleveland được đưa về lực lượng dự bị tại đây vào ngày 7 tháng 2 năm 1947, và bị bỏ không tại đây cho đến khi bị bán để tháo dỡ vào ngày 18 tháng 2 năm 1960.

## Phần thưởng
Ngoài danh hiệu Đơn vị Tuyên dương Hải quân, Cleveland còn được tặng thưởng 13 Ngôi sao Chiến trận do thành tích phục vụ trong Thế Chiến II.
|                                                       |             |  |
| Silver star · Silver star · Bronze star · Bronze star | Bronze star |  |
|                                                       |             |  |

| Dãi băng Hoạt động Tác chiến                                             | Đơn vị Tuyên dương Hải quân                                                  | Huân chương Chiến dịch Hoa Kỳ                  |
| Huân chương Chiến dịch Châu Á-Thái Bình Dương với 12 Ngôi sao Chiến trận | Huân chương Chiến dịch Châu Âu-Châu Phi-Trung Đông với 1 Ngôi sao Chiến trận | Huân chương Chiến thắng Thế Chiến II           |
| Huân chương Phục vụ Chiếm đóng Hải quân                                  | Đơn vị Tuyên dương Tổng thống Philippine                                     | Huân chương Giải phóng Philippine (Philippine) |

## Sĩ quan chỉ huy
- Đại tá Edmund W. Burrough: 15 tháng 6 năm 1942 – tháng 6 năm 1943
- Đại tá Andrew G. Shepard: 19 tháng 6 năm 1943 – tháng 8 năm 1944
- Đại tá Herbert G. Hopwood: 14 tháng 8 năm 1944 – tháng 7 năm 1945
- Đại tá Charles J. Maguire: 3 tháng 7 năm 1945 – tháng 12 năm 1945